# Ottwiller

Ottwiller (germană Ottweiler) este o comună în departamentul Bas-Rhin, Franța. În 1 ianuarie 2022 avea o populație de 245 de locuitori.